# Dyschirius abditus
Dyschirius abditus – gatunek chrząszcza z rodziny biegaczowatych i podrodziny grzebielników.

## Morfologia
Chrząszcz o mocno wydłużonym ciele długości od 2,9 do 3,5 mm, z wierzchu metalicznie zielonkawobrązowym, rzadziej z metalicznie niebieskimi lub czarnymi pokrywami. Głowa ma nadustek pozbawiony zęba pośrodku przedniej krawędzi. Czułki są czerwonobrązowe z członami wierzchołkowymi ciemniejszymi, krótszymi niż u D. bonellii. Głaszczki mają barwę czerwonobrązową. Obrzeżenie boków przedplecza wyraźnie sięga ku tyłowi do tylnego chetoporu (punktu szczecinkowego). Pokrywy są owalne, krótsze niż u D. bonellii, niespłaszczone, nieobrzeżone u podstawy, o rzędach bardzo delikatnie punktowanych i wyraźnie zanikających ku szczytom. Powierzchnie pokryw mają po jednym chetoporze przypodstawowym, po trzy chetopory zabarkowe, po jednym (rzadko po dwa) chetoporze dyskalnym oraz po jednym (rzadko po dwa) chetoporze przedwierzchołkowym. Skrzydła tylnej pary są w pełni wykształcone. Odnóża są czerwonobrązowe, czasem z ciemniejszymi udami. Te pierwszej pary są grzebne i mają golenie o wyraźnym i ostrym dolnym spośród ząbków krawędzi zewnętrznej oraz o niemal tak długiej jak kolec wierzchołkowy ostrodze.

## Ekologia i występowanie
Owad rozmieszczony od nizin po góry. Zasiedla niezacienione, piaszczyste pobrzeża wód. Żyje w wykopanych w glebie norkach. Poluje na drobne bezkręgowce.
Gatunek palearktyczny, europejski, znany jest z Francji, Niemiec, Szwajcarii, Austrii, Włoch, Polski, Czech, Słowacji, Rumunii, Słowenii, Chorwacji, Bośni i Hercegowiny oraz Macedonii Północnej. W Polsce stwierdzony został tylko w Gorcach. Na Morawach jest skrajnie rzadki i bardzo lokalny. Na „Czerwonej liście gatunków zagrożonych Republiki Czeskiej” umieszczony jest jako gatunek krytycznie zagrożony wymarciem (CR). Na Słowacji widywany jest rzadko i lokalnie.